# Герб Галицкой Руси

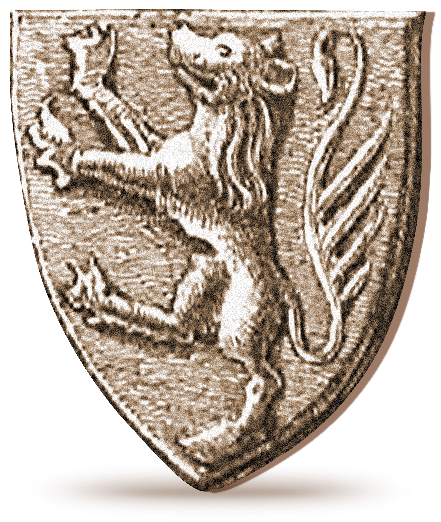
Герб Руськой земли (Галиции). С печати Владислава Опольского. 1378 г.

Герб Руси́ (в польском языке употребляется термин Ру́ський лев — пол. Ruski Lew) — геральдический золотой лев на голубом фоне, герб Русского королевства и Русского воеводства, а также Западно-Украинской Народной Республики. Принято выводить сине-жёлтые цвета флага Украины из раскраски этого герба.

## История
Изображался, как правило, в виде восстающего золотого льва в лазоревом поле. Одно из традиционных геральдических изображений — лев, который поднимается на золотую или серебряную скалу. Символ всех западноукраинских земель с центром во Львове, преимущественно Галичины. Использовался на гербах Львова, эмблемах Сечевых стрельцов и дивизии СС «Галичина».

## Галерея

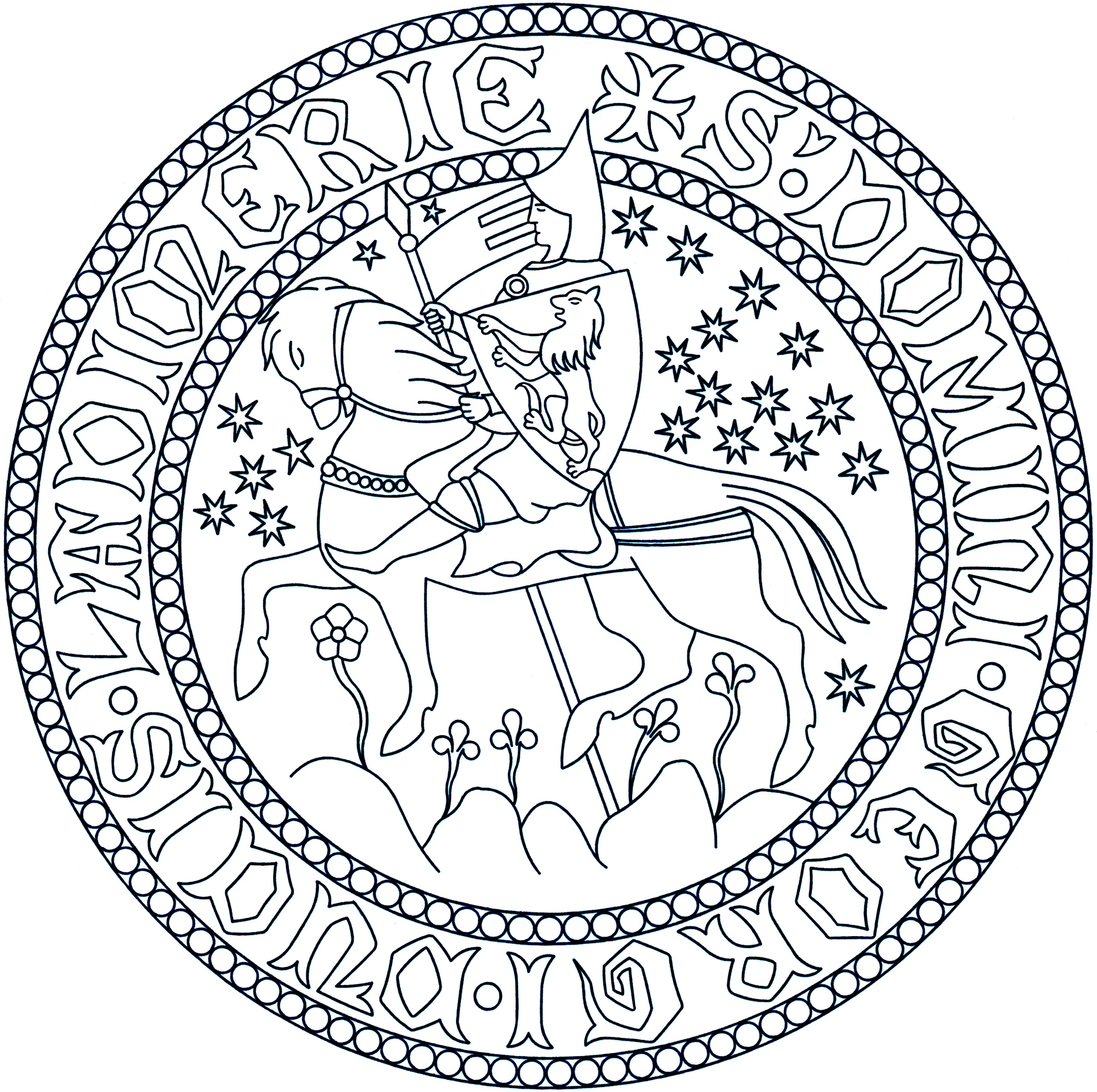
Гербовый рисунок на печати Юрия І (XIV век)
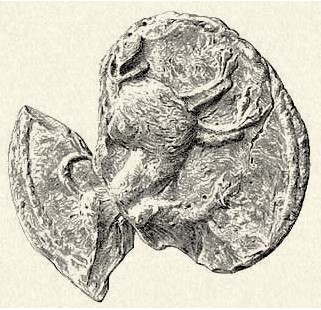
Печать Льва ІІ (XIV век)
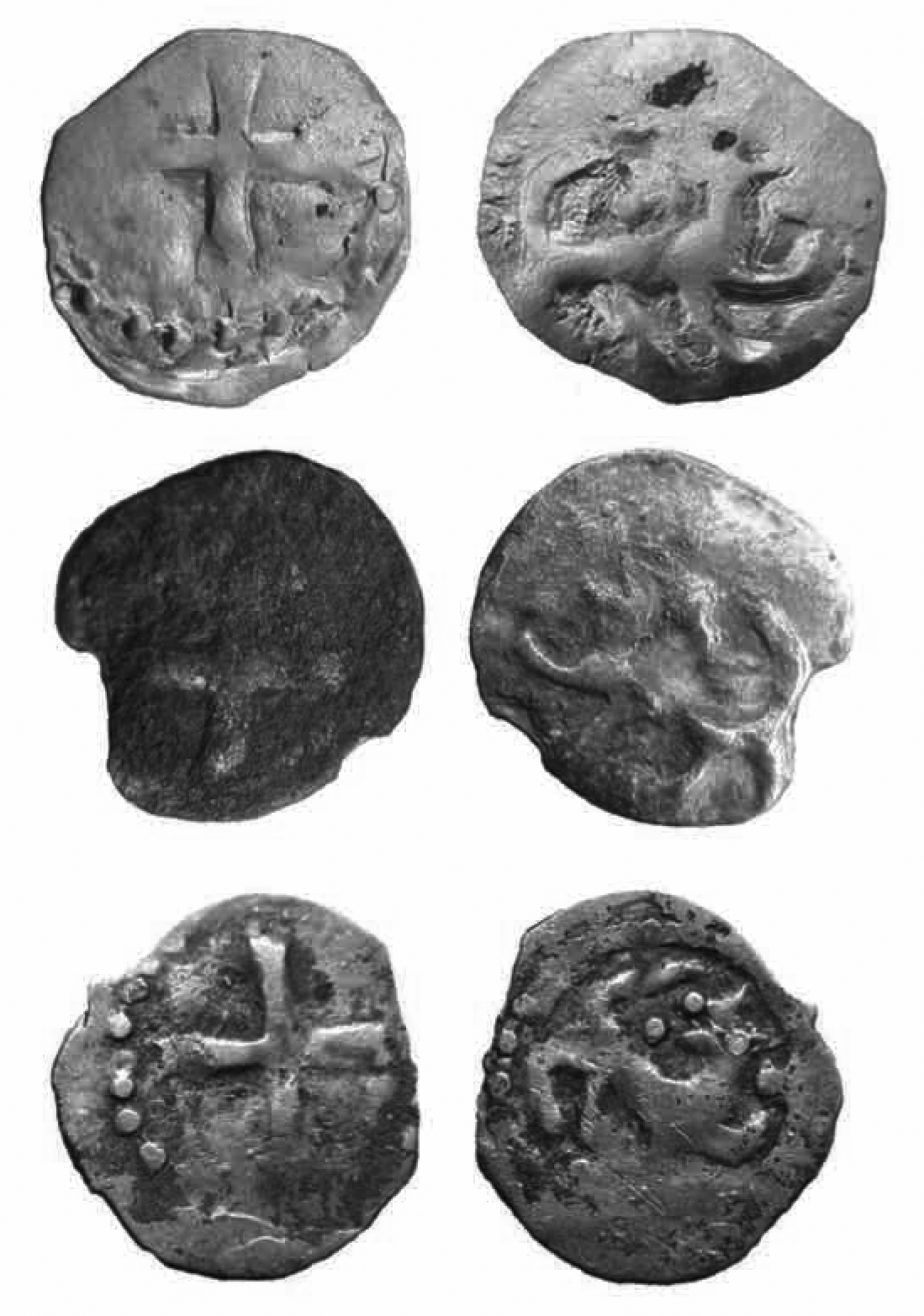
Монеты Дмитрия-Любарта Гедиминовича и Фёдора Любартовича (XIV век)
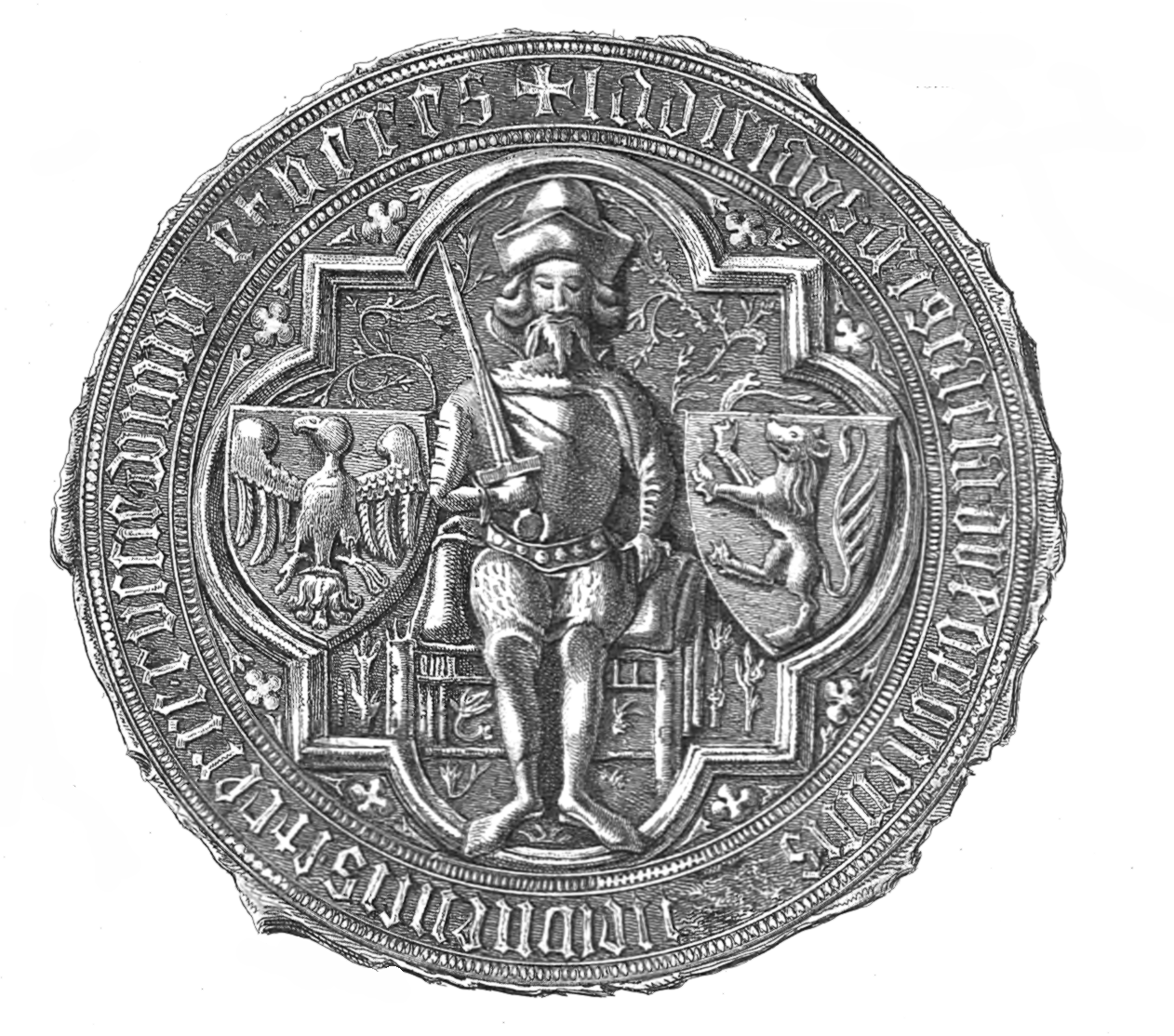
Печать Владислава Опольчика
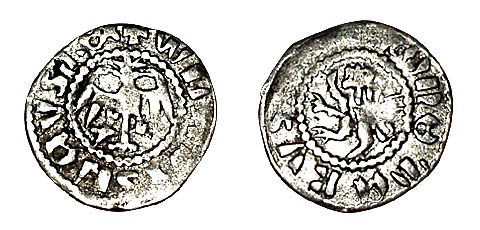
Русский грошик (XIV век)
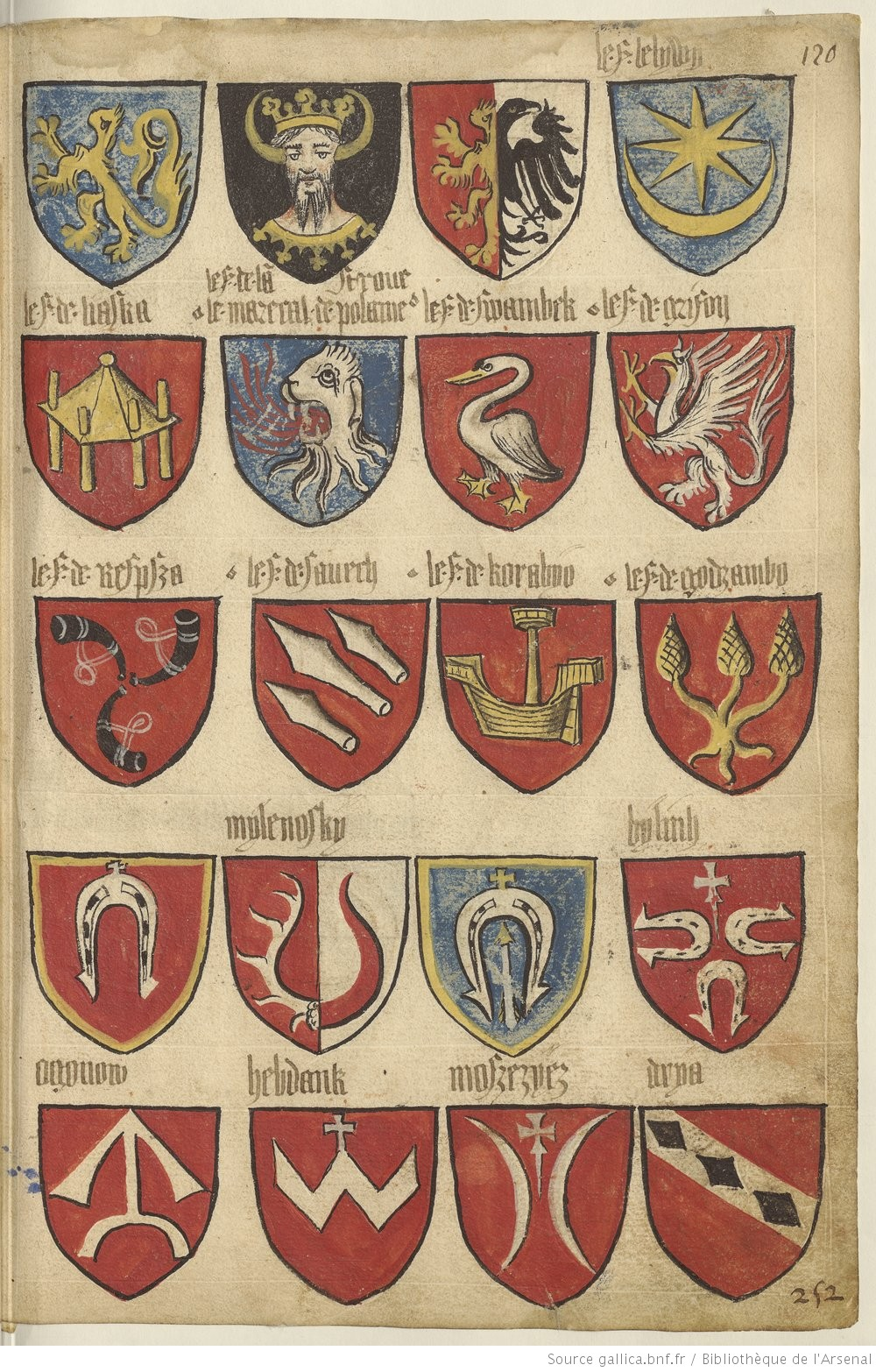
Русский Лев в Гербовнике "Золотого Руна" 1430г
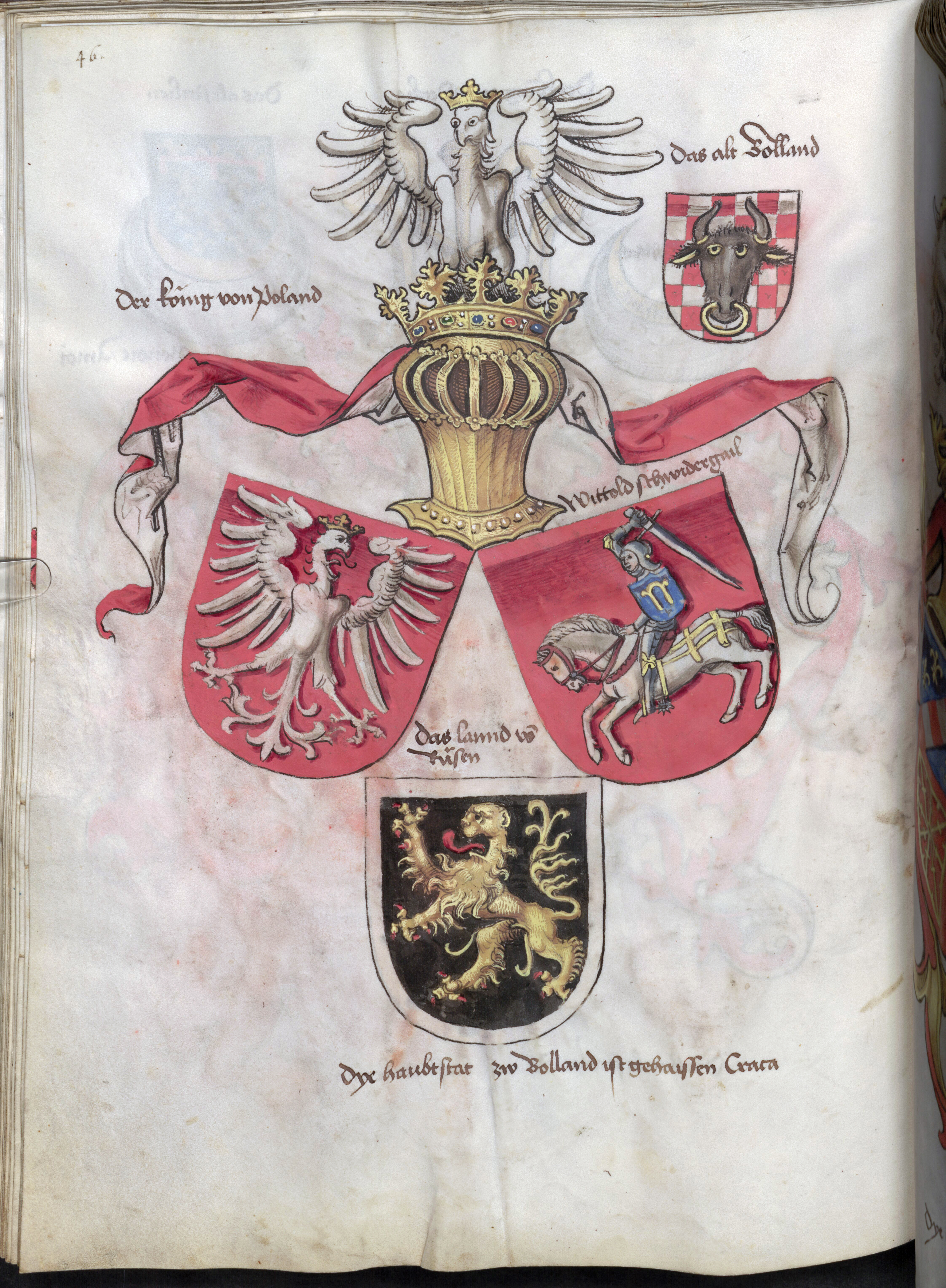
Русский лев рядом с литовской погоней и польским орлом (1480. Гербовник Конрада фон Грюненберга)
Герб Русского воеводства (XVII в.)
УСС (1914)
ЗУНР (1918)
Герб Львовского воеводства (1928, проект)
Нашивка Дивизии СС «Галичина» (1944)
Герб Львова (1990)
Герб Подкарпатского воеводства (2000)
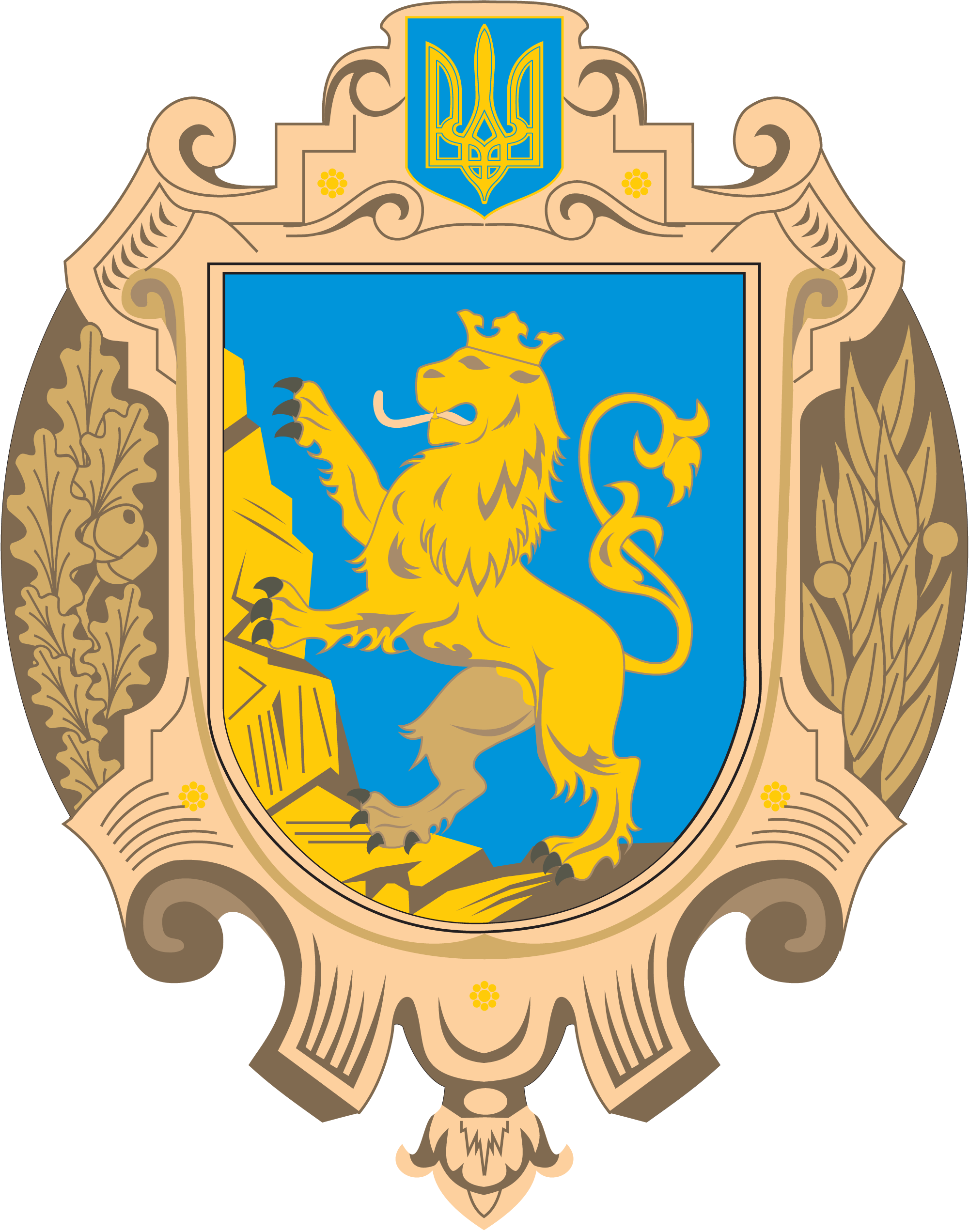
Герб Львовской области (2001)